# Agrilus fallax
Agrilus fallax är en skalbaggsart som beskrevs av Thomas Say 1833. Agrilus fallax ingår i släktet Agrilus och familjen praktbaggar. Inga underarter finns listade i Catalogue of Life.